# Hemibrycon dariensis
Hemibrycon dariensis är en fiskart som beskrevs av Meek och Hildebrand, 1916. Hemibrycon dariensis ingår i släktet Hemibrycon och familjen Characidae. Inga underarter finns listade i Catalogue of Life.